# Daniel Daga
Daniel Demenenge Daga, né le 10 janvier 2007 dans l'état de Benue au Nigeria, est un footballeur nigérian qui évolue au poste de milieu de terrain au Molde FK.

## Biographie

### Carrière en club
Daga commence sa carrière au FC One Rocket au Nigeria, où il fait ses débuts en deuxième division en 2022. Plus tard la même année, il est prêté au Dakkada et découvre la Premier League nigériane le 15 janvier 2023 face au Bayelsa United FC, match au cours duquel il marque le but égalisateur (1-1) dans les arrêts de jeu.
À la fin de la saison 2022-2023, il retourne au One Rocket et est de nouveau prêté, cette fois à l'Enyimba FC. Il s'y révèle en tant qu'excellent milieu défensif, jusqu'à être cité parmi les meilleurs joueurs nés en 2007 par The Guardian, en octobre 2024.
En janvier 2025, il rejoint le club norvégien de Molde, où il signe son premier contrat professionnel,.

### En sélection
En mai 2023, Daga est convoqué avec l'équipe du Nigeria des moins de 20 ans pour participer à la Coupe du monde de la catégorie.